# Ezequiel Plaza

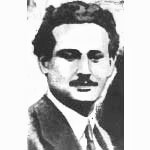
Porträt von
Ezequiel Plaza Garay
(1892–1947)

Ezequiel Plaza Garay (auch Exequiel Plaza; * 11. August 1892 in Santiago de Chile; † 19. Oktober 1947 ebenda) war ein chilenischer Maler.

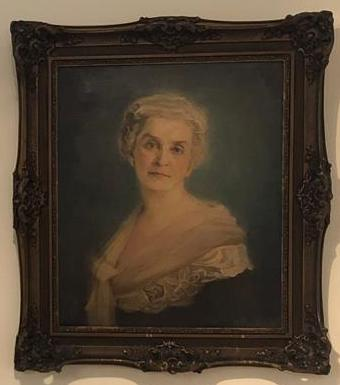
Öl auf Leinwand
Porträt von
Mercedes Padilla Anguita de Badilla

Plaza trat 1906 in die Escuela de Bellas Artes ein, wo er Schüler von Pedro Lira, Cosme San Martín, José Mercedes Ortega, Ricardo Richon Brunet und Fernando Álvarez de Sotomayor war. Er vervollkommnete seine Ausbildung bei dem spanischen Bildhauer Antonio Coll y Pi an der Escuela de Artes Decorativas. Als Schüler Sotomayors zählte er zur Malergrupper der Generacion del Trece.
Nach dem Tod von Alberto Valenzuela Llanos war er vier Jahre lang Professor an der Escuela de Bellas Artes und Direktor des Museo Nacional de Bellas Artes. Für seine Werke wurde er mehrfach ausgezeichnet. Das Museo Nacional de Bellas Artes (1963) und die Universidad de Concepción (1985) ehrten ihn mit einer Werkretrospektive. Sotomayor hielt ihn für seinen bedeutendsten Schüler.

## Werke
- Mujer del Pueblo
- Don Enrique Cousiño
- Retrato de Don José Miguel Carrera Verdugo
- El Pintor Bohemio
- Escena de Carro de Tercera
- El Niño de las Uvas
- Iglesia de Lo Valdivieso
- El Cabaret
- La Morena de las Guindas
- Barcazas
- Retrato de Bernardo O’Higgins